# مضاض غربي
المُضاض الغربي (باللاتينية: Euonymus occidentalis) نوع نباتي يتبع جنس المُضاض من الفصيلة الحرابية (باللاتينية: Celastraceae).
موطنه الساحل الغربي لأمريكا الشمالية من مقاطعة كولومبيا البريطانية الكندية إلى كاليفورنيا.

## الوصف النباتي
النبات شجري ارتفاعه من مترين إلى 6 أمتار. الثمار علبة مستديرة مكونة من ثلاث حجرات تحتوي كل منها على بذرة واحدة.